# Pasterze
El Glaciar de Pasterze tiene aproximadamente 8,4 kilómetros (5,2 millas) de longitud, lo que lo convierte en el glaciar más largo en Austria y en los Alpes orientales, va de 3.453 metros (11.329 pies) en Johannisberg a 2.100 metros (6.900 pies) sobre el nivel del mar. Se encuentra en la cordillera Hohe Tauern en Carintia, directamente debajo de la montaña más alta de Austria, la Grossglockner. El Pasterze es accesible a través de la carretera alpina Grossglockner y por un funicular.
La longitud del glaciar en la actualidad se reduce unos 10 m (33 pies) cada año. Se cree que su volumen se ha reducido a la mitad desde las primeras mediciones en 1851.